# Iwama Ryu
Iwama Ryu (岩間合気道) es una organización de aikido que comprende a un grupo de estudiantes de Morihiro Saito que practican el llamado Iwama Aikido o estilo Iwama, reconocido mundialmente como el «Aikido Tradicional».
Iwama Ryu es actualmente una organización independiente del Aikikai y se puede ver como una red de practicantes conectados por el hecho de que recibieron sus dan directamente de Saito Sensei -quien sirvió como Guardián del Santuario del Aikido en Iwama, prefectura de Ibaraki, Japón, y fue unos de los mayores discípulos de su Fundador Morihei Ueshiba «O Sensei». En la Iwama Ryu se otorgan también certificados de transmisión de técnicas con armas.
Los grados más altos de Iwama Ryu dados por Saito Sensei son el 7º dan otorgados a Ulf Evenås y a Paolo Corallini, quienes además ostentan el título de shihan en este estilo, con el privilegio de otorgar grados Iwama Ryu. Otros instructores de alto rango son Lewis Bernaldo de Quiros 7° dan, Tony Sargeant 6º dan, Daniel Toutain 6º dan, Wolfgang Baumgartner 6º dan, Juan Carlos Santurde 6º dan,  Serio Jean-Marc 5° dan y Javier Cid Martinez 5º dan.
Con la muerte de Saito en 2002, Corallini y Evenas y otros de sus estudiantes se unieron al instituto Aikikai, mientras que el resto se unieron en una organización llamada Iwama Shin Shin Aiki Shurenkai, creada por el hijo de Saito, Hitohiro Saito, posteriormente Daniel Toutain se separa de Iwama Shin Shin Aiki Shurenkai para crear la organización Iwama Ryu International Academy.